# GR-93
El GR-93 (Sierras de La Rioja) es un Sendero de Gran Recorrido que parte de Santo Domingo de la Calzada, enlazando con el GR-65, y finaliza en Valverde, enlazando con el GR-90. Como sendero de gran recorrido está balizado con señales rojas y blancas. Posee una variante denominada "Altos Valles Ibéricos", dividida en tres etapas. Además dispone de un ramal de conexión con el GR-86 soriano, a través de Villoslada de Cameros.
La primera etapa es compartida con la Vía verde del Oja, y fue añadida posteriormente para permitir la conexión con el GR-65. Además continuando por esta vía verde hacia Haro se podría alcanzar el GR-99.
Los tramos entre Cornago y el GR-90, así como la conexión al GR-86, también fueron añadidos posteriormente, ya que el sendero inicial era Ezcaray - Cornago.

## Etapas
1. Santo Domingo de La Calzada - Ezcaray
13,9 km / 3 h 18 min
2. Ezcaray - San Millán de la Cogolla
17 km / 5 h
3. San Millán de la Cogolla - Anguiano
22,1 km/ 5 h 52 min
4. Anguiano - Ortigosa de Cameros
18 km/ 5h 43 min
5. Ortigosa de Cameros - Laguna de Cameros
20,5 km/ 5 h 36 min.
6. Laguna de Cameros - San Román de Cameros
15,8km./ 4h. 53min
7. San Román de Cameros - Munilla
20 km / 5 h 33 min
8. Munilla - Enciso
6,5 km / 1 h 47 min
9. Enciso - Cornago
22,3 km / 6 h 3 min
10. Cornago - Cervera del Río Alhama
22 km / 6 h 5 min
11. Cervera del Río Alhama - Valverde
11,6 km / 3 h